# 小米MIX Alpha
小米MIX Alpha（英文：Mi MIX α）是小米集团于北京时间2019年9月24日下午发布的一款概念智能手机，隶属小米MIX系列，为该系列推出的第五款机型。
由于发布后量产难度过大以及小米集团相关战略部署等原因，该机型发布后并未上市，仅在部分小米之家设有密封的展示专柜，供顾客观赏。

## 硬件
小米MIX Alpha使用7.92英寸（201.2毫米，对角线长度）2088×2250 Super AMOLED顯示屏，屏幕供应方为维信诺。該顯示屏環繞手機邊緣並幾乎橫跨兩側的整個寬度。手機頂部有只有一個物理電源按鈕，用虛擬音量按鈕代替了物理音量按鈕。導航按鈕和狀態欄也位於設備的邊緣。後部放置一個藍寶石垂直條，用於容納相機，閃光燈和連接天線。框架使用鈦合金材质，而顯示器是一個三段式玻璃層壓板。

### 硬件
小米MIX Alpha使用了高通驍龍 855+ CPU和Adreno 640 GPU，與小米9 Pro使用了相同的芯片組。该机仅提供12 GB LPDDR4X RAM和512 GB UFS 3.0組合可用。Type-C接口位於底部，能夠為4050mAh電池充電，最大功率為40W。使用了螢幕指紋識別，並且還支持面部識別。

#### 相机
和大多數旗艦手機一樣，其使用的是三合一相機，它由一個廣角鏡頭，一個長焦鏡頭和一個超廣角鏡頭組成，雖然沒有前置攝像頭，但可以翻轉手機把後置鏡頭當作前置鏡頭使用。值得注意的是，這是第一款具有108 MP鏡頭的智能手機。另外兩個鏡頭分別使用12 MP和20 MP傳感器。所有鏡頭都沒有光學防手震，但支持HDR。除了正常的錄製模式，該設備還可以錄製30 fps的8K視頻，60 fps和30 fps的4K視頻以及480和960 fps的1080p慢動作視頻。

## 软件
小米MIX Alpha搭载基于Android 10的MIUI Alpha操作系统。由于该机型并未量产上市，故该操作系统固件并未实际发布，也并不提供维护。

## 销售
小米MIX Alpha发布后一直未能量产上市，其相关页面的购买按钮也一直处于“敬请期待”状态。直至2020年8月9日，小米集团CEO雷军在回答网友提问时表示，小米MIX Alpha为小米集团预研项目，已放弃量产计划。